# Sarphatistraat 3
Het gebouw Sarphatistraat 3 (soms ook Sarphatistraat 1-3) was een zeer luxe woonhuis gelegen aan de Sarphatistraat te Amsterdam-Centrum.
Het dubbele woonhuis was eigendom van Frederik Salomon van Nierop en werd in zijn opdracht gebouwd vanaf augustus 1889. Men kon destijds bieden op de aanbesteding via de bestektekening van architect Jan Springer. Van Nierop overleed in 1924 en zijn weduwe mevrouw Gompertz een jaar later. Van 1926 tot 1965 was er een studentensociëteit voor "Nos Lungit Amicitia" dan wel ASC/AVSV gevestigd. In 1971 stonden de gebouwen er nog, maar er waren toen al diverse ruiten gesneuveld in het vervallen gebouw. In 1972 ging het tegen de vlakte om even later plaats te maken voor het bankgebouw Sarphatistraat 1-5.

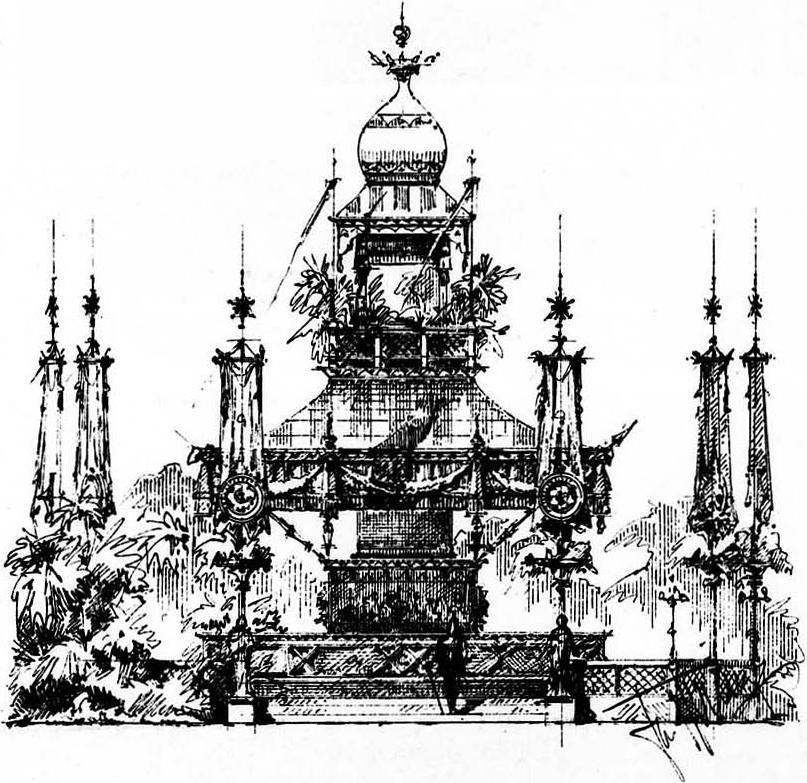
Ter vergelijking een ander ontwerp van de architect